# Asociación Popular
La Asociación Popular de Ahorros y Préstamos, S.A, (popularmente conocida como el cerito de oro y Asociación Popular) es una asociación bancaria de ahorros y préstamos de capital privado de República Dominicana fundado en 1962 por un grupo de empresarios del sector financiero.Es el cuarto banco más grande del país por activos, sólo por detrás del banco Banreservas, Banco Popular y el Banco BHD.
A lo largo de su historia, la Asociación Popular ha experimentado diversos cambios y ha enfrentado desafíos inherentes al entorno económico y regulatorio en el que opera.
El presidente ejecutivo es Gustavo Ariza Pujals y Lawrence Hazoury Toca es el presidente del consejo de administración.

## Historia
La Asociación Popular fue establecida el 14 de mayo de 1962 por un grupo de empresarios y personalidades del sector financiero dominicano. Surgió como respuesta a la necesidad de proporcionar servicios financieros accesibles a sectores de la población que solían ser excluidos del sistema bancario formal. Desde entonces, ha mantenido un compromiso con el fomento del ahorro y el acceso al crédito para impulsar el desarrollo económico y mejorar la calidad de vida de los dominicanos.
En 1970 la Asociación Popular inauguró su primera sucursal fuera de Santo Domingo y en 1980 se implementó por primera vez en el sistema de banca automatizada. En 1990 lanzó su primera tarjeta de crédito y en 2000 creó su primera oficina virtual. En 2010 obtuvo la certificación ISO 9001:2008.
En 2016 fue reconocida por cuarta ocasión como una de las mejores empresas para trabajar en República Dominicana y al año siguiente ganó el premio a la Excelencia Empresarial en la categoría de Responsabilidad Social Empresarial. En 2023 obtuvo un premio de oro en los Premios a los Innovadores Financieros en las Américas.